# Вирішальний (зупинний пункт)
Вирішальний — пасажирський зупинний пункт (в минулому — роз'їзд) Конотопської дирекції Південно-Західної залізниці, розташовувався на дільниці Хутір-Михайлівський — Перемога між станцією Хутір-Михайлівський (відстань — 10 км) і платформою 116 км (2 км). Відстань до ст. Перемога — 11 км.
Відкритий 1931 року. Офіційно закритий 15 лютого 2014 року, хоча рух пасажирських поїздів на дільниці був припинений ще за кілька років до того.
Мав код 328719, код у системі Експрес 2200805.